# Phaeoparia megacephala
Phaeoparia megacephala is een rechtvleugelig insect uit de familie Romaleidae. De wetenschappelijke naam van deze soort is voor het eerst geldig gepubliceerd in 1861 door Brunner von Wattenwyl.